# George Thompson (explorateur)
Pour les articles homonymes, voir George Thompson et Thompson.
George Thompson (v.1570-mars 1620) est un explorateur et navigateur britannique.

## Biographie
En septembre 1618, George Thompson est le premier à explorer le fleuve Gambie dans le but d'atteindre Tombouctou mais, attaqué par les Portugais et rejoint par Thomas Coxe avec qui il continue son expédition, il est tué lors d'une rixe en mars 1620. 